# ColorOS
ColorOS és un sistema operatiu mòbil creat per Oppo basat en el projecte de codi obert d'Android. Inicialment, els telèfons Realme usaven ColorOS fins que el 2020 va ser reemplaçat per Realme UI. Realme continua sent una família d'Oppo (ColorOS); Realme UI utilitza algunes de les aplicacions de ColorOS. A partir de la sèrie OnePlus 9, OnePlus va preinstal·lar-lo en tots els telèfons intel·ligents que es venien a la República Popular de la Xina en lloc d'HydrogenOS que és una versió xinesa d'OxygenOS, capa de personalització de OnePlus.
El setembre de 2023 es va publicar la primera versió de ColorOS. Oppo havia comercialitzat molts telèfons intel·ligents amb Android abans d'aquesta data. No va ser Android sinó Oppo qui el va etiquetar com a ColorOS. Amb el pas dels anys, Oppo va llançar noves versions oficials del sistema operatiu. Per a fer les coses menys confuses, la companyia va revelar el 2020 que usaria el mateix esquema de numeració que la línia principal d'Android, de manera que ColorOS va saltar de ColorOS 7 a ColorOS 11.
En el futur, ColorOS, OxygenOS i Realme UI es fusionaran i apareixeran en tots els telèfons OnePlus, Oppo i Realme.

## Historial de versions
| Versió de Color OS | Versió d'Android | Data de publicació     |
| ------------------ | ---------------- | ---------------------- |
| 1.0                | 4.1 Jelly Bean   | Setembre 23, 2013      |
| 2.0                | 4.4 Kitkat       |                        |
| 2.1                | 5.0 Lollipop     |                        |
| 2.1.0i             | 5.0              |                        |
| 3.0                | 5.1              | Març 17, 2016          |
| 3.1                | 7.0 Nougat       |                        |
| 3.2                | 7.0 Nougat       |                        |
| 5.0                | 8.0 Oreo         |                        |
| 5.1                | Oreo             |                        |
| 5.2                | Oreo             |                        |
| 5.2.1              | Oreo             |                        |
| 6.0                | 9.0 Pie          | Març 17, 2019          |
| 6.0.1              | 9.0 Pie          |                        |
| 6.1                | 9.0 Pie          |                        |
| 6.1.2              | 9.0 Pie          |                        |
| 6.7                | 10               |                        |
| 7.0                | 10               | Novembre 20, 2019      |
| 7.1                | 10               |                        |
| 7.2                | 10               |                        |
| 11                 | 11               | Setembre 14, 2020      |
| 11.1               | 11               | 23 de desembre de 2020 |
| 11.2               | 11               |                        |
| 11.3               | 11               |                        |
| 12                 | 11/ 12           | Setembre 16, 2021      |
| 12.1               | 12               | 24 de febrer de 2022   |
| 13                 | 13               | 19 d'agost de 2022     |